# مذبحة وولا
مذبحة وولا (بالبولندية: Rzeź Woli, "Wola slaughter")‏ كانت عملية القتل المنظمة لقتل ما بين 40.000 و50.000 بولندي في ضاحية Wola في العاصمة البولندية وارسو على يد الفيرماختالألماني وزملائه المتعاونين في المحور في قوات لواء شتورم إس إس رونا الروسية خلال المرحلة المبكرة من انتفاضة وارسو. أمر هتلر بالإبادة الجماعية وأمر بقتل «أي شيء يتحرك».
في الفترة من 5 إلى 12 أغسطس 1944، قُتل عشرات الآلاف من المدنيين البولنديين إلى جانب مقاتلي المقاومة الذين تم أسرهم من جيش الوطن بوحشية ومنهجية على يد الألمان في عمليات إعدام جماعية منظمة في جميع أنحاء Wola. هلكت عائلات بأكملها بما في ذلك الأطفال الرضع وكبار السن. قتل الألمان المرضى في المستشفيات، وقتلهم في أسرتهم. كما قُتل أطباء وممرضات يعتنون بهم. تم تكديس الجثث ليتم حرقها. قبل الحرق، كانت الكلاب تترك للتحقق مما إذا كان أي شخص لا يزال على قيد الحياة. إذا تم العثور عليهم أحياء فقد قتلوا على الفور. حرائق سوداء من حرق آلاف الجثث غطت الضاحية بأكملها. اغتصبت المئات من النساء ثم قُتلت. أُجبر الآباء على مشاهدة أطفالهم وهم يُقتلون وقتل الكهنة الذين كانوا يحاولون حماية أولئك الذين لجأوا إلى الكنائس، بعضهم على المذبح.
توقع الألمان أن هذه الفظائع ستسحق إرادة المتمردين في القتال ووضع نهاية للانتفاضة بسرعة. ومع ذلك، فإن التهدئة القاسية لوولا شددت المقاومة البولندية فقط، واستغرق الألمان شهرين آخرين من القتال العنيف لاستعادة السيطرة على المدينة.

## مذبحة

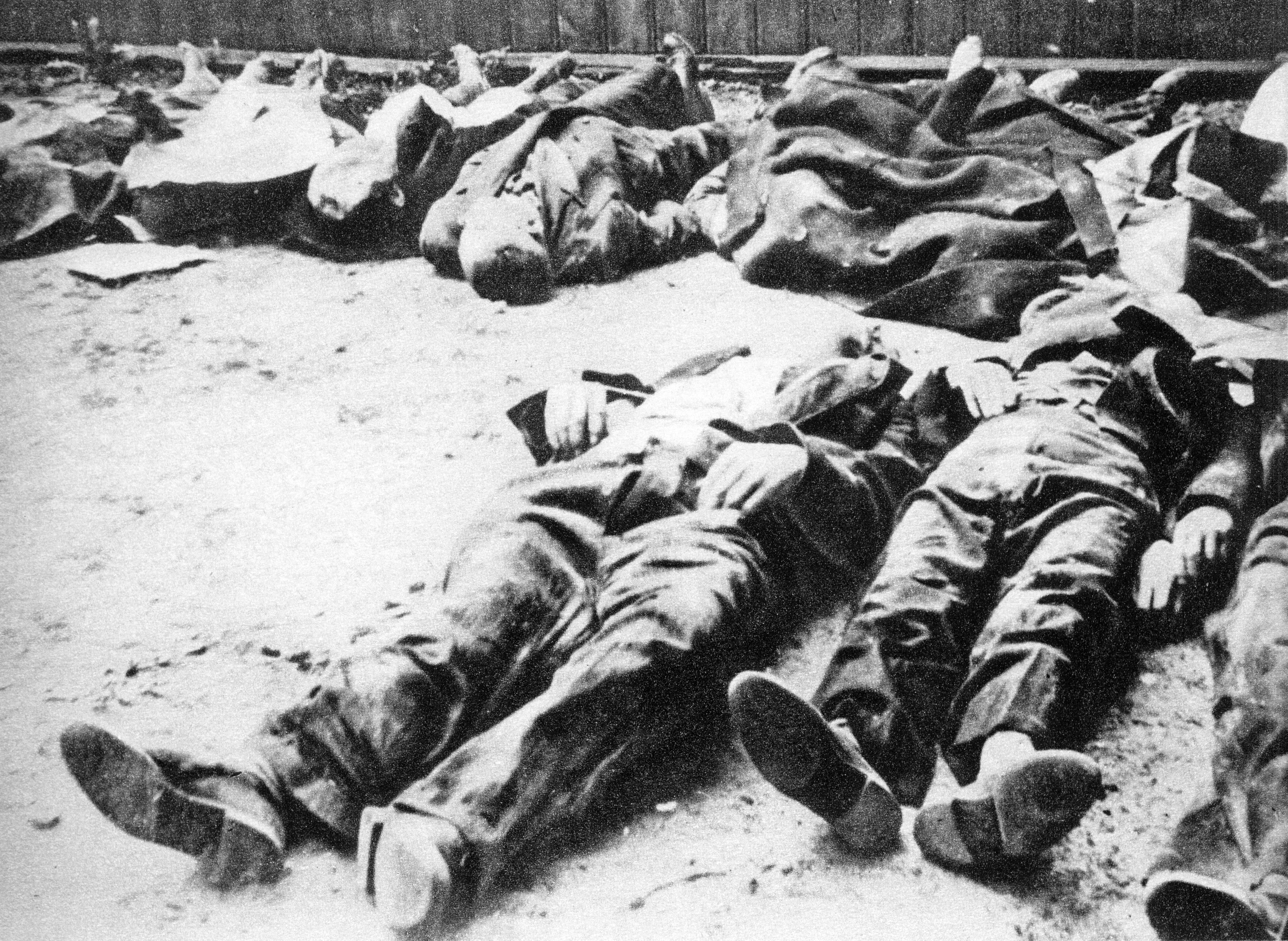
قتل مدنيون بولنديون خلال مذبحة وولا في وارسو ، أغسطس 1944

اندلعت انتفاضة وارسو في 1 أغسطس 1944. خلال الأيام القليلة الأولى، تمكنت المقاومة البولندية من تحرير معظم وارسو على الضفة اليسرى لنهر فيستولا (اندلعت انتفاضة أيضًا في منطقة براغا على الضفة اليمنى ولكن تم بسرعة قمعها الألمان). بعد يومين من بدء القتال، تم تعيين أوبر غروبن فوهرر إريك باش في قيادة جميع القوات الألمانية في وارسو. باتباع أوامر مباشرة من إس إس-زعيم الرايخ هاينريش هيملر لقمع الانتفاضة دون رحمة، كانت استراتيجيته تشمل استخدام تكتيكات الإرهاب ضد سكان وارسو. لن يتم التمييز بين العصيان والمدنيين لأن أوامر هيملر نصت صراحة على أنه سيتم تدمير وارسو بالكامل وأنه سيتم إبادة السكان المدنيين.  